# Mike Heath
Mike Heath (n. 9 aprilie 1964, McAllen⁠(d), Texas, SUA) este un înotător ce a reprezentat Statele Unite ale Americii, medaliat olimpic. A participat la o ediție a Jocurilor Olimpice (1984) în care a câștigat 3 medalii de aur și o medalie de argint.